# Caráter de Harish-Chandra
Em matemática, o caráter de Harish-Chandra de uma representação de um grupo de Lie semissimples G sobre um espaço de Hilbert H é uma distribuição sobre o grupo G que é análoga ao caráter de uma representação dimensional finita de um grupo compacto.

## Definição
Suponha-se que π é uma representação unitária irredutivel de G sobre um espaço de Hilbert H.
Se f é uma função suave compactamente suportada sobre o grupo G, então o operador sobre H
{\displaystyle \pi (f)=\int _{G}f(x)\pi (x)\,dx}
é de classe tracial, e a distribuição
{\displaystyle \Theta _{\pi }:f\mapsto \operatorname {Tr} (\pi (f))}
é chamada o caráter (ou caráter global ou caráter de Harish-Chandra) da representação.
O caráter Θπ é uma distribuição sobre G que é invariante sobre conjugação, e é uma distribuição de valor próprio do centro da álgebra envelopante universal de G, em outras palavras uma distribuição de valor próprio invariante, com valor próprio do caráter infinitesimal da representação π.
O teorema da regularidade de Harish-Chandra estabelece que qualquer distribuição própria invariante, e em particular qualquer caráter de um representação unitária irredutível sobre um espaço de Hilbert, é dado por uma função localmente integrável.